# Jeffrey Hoogland
Jeffrey Hoogland   (Hellendoorn, 16 de març de 1993) és un ciclista neerlandès, especialista en el ciclisme en pista. Ha guanyat medalles en campionats del món i d'Europa. Ha participat en 3 edicions dels Jocs Olímpics.

## Palmarès
- 2014
  -  Campió d'Europa sub-23 en Velocitat per equips (amb Nils van 't Hoenderdaal i Matthijs Büchli)
  -  Campió dels Països Baixos en Quilòmetre
- 2015
  -  Campió d'Europa en Velocitat
  -  Campió d'Europa en Quilòmetre
  -  Campió d'Europa de Velocitat per equips (amb Nils van 't Hoenderdaal i Hugo Haak)
  -  Campió d'Europa sub-23 en Velocitat
- 2016
  -  Campió dels Països Baixos en Velocitat
  -  Campió dels Països Baixos en Keirin
- 2017
  -  Campió d'Europa en Quilòmetre

### Resultats a laCopa del Món
- 2014-2015
  - 1r a Londres, en Velocitat
- 2017-2018
  - 1r a Milton, en Velocitat
  - 1r a Pruszków, en Velocitat per equips